# Pla Endreça
Pla Endreça és un conjunt de mesures sobre seguretat i urbanisme proposades pel Partit Socialista de Catalunya durant el seu mandat a l'alcaldia de l'Ajuntament de Barcelona a mitjans de 2023.

## Desenvolupament
Està previst que el pla es desenvolupi en tres fases:
- De juliol a octubre del 2023 es dugueren a terme accions operatives immediates de neteja i manteniment de zones verdes i pavimentades, acompanyat d'una campanya de comunicació per informar la ciutadania i un augment de la presència de la Guàrdia Urbana al carrer per tenir més capacitat sancionadora.
- D'octubre del 2023 al març del 2024 es mantingueren accions a l'espai públic de la fase anterior i començà els tràmits per augmentar la capacitat sancionadora de l'Ordenança de convivència. En aquest període es creà l'Oficina del Pla Endreça per a la governança del pla i la gestió dels recursos.
- A partir del mes d'abril del 2024 es desplegaren diversos plans de manteniment integral a tota la ciutat, amb reforçament de la coordinació dels serveis i els agents implicats, i avaluació dels resultats.

El desplegament d'aquest pla de manteniment integral (PMI) inclouria 3.000 actuacions a l’espai públic de la ciutat repartides en 73 barris i que s'executaran fins a l'any 2028, renovant elements en places, carrers, parcs i jardins amb actuacions de manteniment o transformació. La dotació pressupostària seria de 435 milions d’euros, dels quals 180 es gestionarien directament des dels districtes.
El Pla Endreça disparà un 37% les denúncies i sancions per incivisme a Barcelona respecte al mateix període de l'any 2022, i la Guàrdia Urbana interposà 35.147 multes en els primers tres mesos de pla Endreça. Assolint la xifra l'estiu de 2023 de recaptació de fins a 2,6 milions d'euros, respecte als 2,1 recaptats l'any 2022, un increment del 21% de diferència.

## Crítiques
Entitats socials com Arrels Fundació criticaren el Pla Endreça perquè les diverses mesures restrictives i sancionadores generaren un increment de les dificultats diàries per a les persones que viuen al carrer, amb més sancions i vulneracions de drets. Arrels, una entitat que treballa amb persones sense llar, observà que la implementació del Pla comportà que la policia i els serveis de neteja desallotgessin freqüentment aquestes persones dels llocs on pernoctaven, sovint de manera abusiva i sense avisos previs, causant pèrdua de pertinences i estrès addicional.
A més de la intensificació de la presència policial, es registraren actes d'amenaça, maltractament i sancions per activitats com beure al carrer o tenir animals de companyia. Aquestes actuacions provocaren indignació i resignació entre les persones afectades. Els veïns també manifestaren preocupació i varen intentar ajudar en la mesura possible, però la situació es mantingué amb dificultats. La Sindicatura de Greuges de Barcelona també constatà aquesta situació i recomanà que les actuacions policials es restringissin adequadament per garantir la traçabilitat i transparència. Arrels denuncià que el Pla Endreça no tenia en compte les necessitats específiques de les persones sense llar i altres col·lectius vulnerables, centrant-se exclusivament en la neteja i l'ordre públic. Els moviments socials com el moviment en defensa del dret a l'habitatge digne també criticaren les mesures repressives i de criminalització de l'activisme del Pla Endreça.